# Hiéroglyphe égyptien O33
Le hiéroglyphe égyptien O33 (serekh) est classifié dans la section O « Bâtiments, parties de bâtiments etc. » de la liste de Gardiner ; il y est noté O33.  

## Représentation

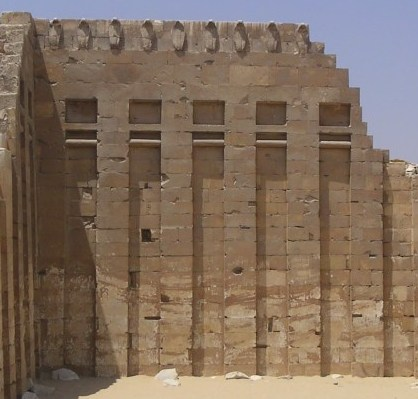
Motif de façade de palais sur l'enceinte à redans du complexe funéraire de Djéser.

Il représente la façade significative d'architecture en niche du palais royal se prolongeant par un cadre de longueur variable représentant les murs du bâtiment en perspective cavalière. Ce motif (de) est particulièrement reprit dans l'art et l'architecture égyptienne en symbole d'appartenance à la cour royale,. 

## Usage
| s | r · Aa1 | O33 |

| s | r · Aa1 | O33 |

Son utilisation principale est comme bannière accueillant le nom d'Horus du roi.

## Exemples de mots
| G5 |

| G5 |

| U23 | S29 · F32 |

| U23 | S29 · F32 |

| U23 | S29 · F32 |

| U23 | S29 · F32 |

| U23 | S29 · F32 |

| U23 | S29 · F32 |

| U23 | S29 · F32 |

| U23 | S29 · F32 |

| G5 |

| G5 |

| U23 | S29 · F32 |

| U23 | S29 · F32 |

| U23 | S29 · F32 |

| U23 | S29 · F32 |

| U23 | S29 · F32 |

| U23 | S29 · F32 |

| U23 | S29 · F32 |

| U23 | S29 · F32 |

| G5 |

| G5 |

| E1 · D43 | A28 | Aa15 · Aa11 | X1 | C10 |

| E1 · D43 | A28 | Aa15 · Aa11 | X1 | C10 |

| E1 · D43 | A28 | Aa15 · Aa11 | X1 | C10 |

| E1 · D43 | A28 | Aa15 · Aa11 | X1 | C10 |

| E1 · D43 | A28 | Aa15 · Aa11 | X1 | C10 |

| E1 · D43 | A28 | Aa15 · Aa11 | X1 | C10 |

| E1 · D43 | A28 | Aa15 · Aa11 | X1 | C10 |

| E1 · D43 | A28 | Aa15 · Aa11 | X1 | C10 |

| G5 |

| G5 |

| E1 · D43 | A28 | Aa15 · Aa11 | X1 | C10 |

| E1 · D43 | A28 | Aa15 · Aa11 | X1 | C10 |

| E1 · D43 | A28 | Aa15 · Aa11 | X1 | C10 |

| E1 · D43 | A28 | Aa15 · Aa11 | X1 | C10 |

| E1 · D43 | A28 | Aa15 · Aa11 | X1 | C10 |

| E1 · D43 | A28 | Aa15 · Aa11 | X1 | C10 |

| E1 · D43 | A28 | Aa15 · Aa11 | X1 | C10 |

| E1 · D43 | A28 | Aa15 · Aa11 | X1 | C10 |

| G5 |

| G5 |

| E2 · D43 | M17 | Y5 · N35 · N36 |

| E2 · D43 | M17 | Y5 · N35 · N36 |

| E2 · D43 | M17 | Y5 · N35 · N36 |

| E2 · D43 | M17 | Y5 · N35 · N36 |

| E2 · D43 | M17 | Y5 · N35 · N36 |

| E2 · D43 | M17 | Y5 · N35 · N36 |

| E2 · D43 | M17 | Y5 · N35 · N36 |

| E2 · D43 | M17 | Y5 · N35 · N36 |

| G5 |

| G5 |

| E2 · D43 | M17 | Y5 · N35 · N36 |

| E2 · D43 | M17 | Y5 · N35 · N36 |

| E2 · D43 | M17 | Y5 · N35 · N36 |

| E2 · D43 | M17 | Y5 · N35 · N36 |

| E2 · D43 | M17 | Y5 · N35 · N36 |

| E2 · D43 | M17 | Y5 · N35 · N36 |

| E2 · D43 | M17 | Y5 · N35 · N36 |

| E2 · D43 | M17 | Y5 · N35 · N36 |

## Historique et description

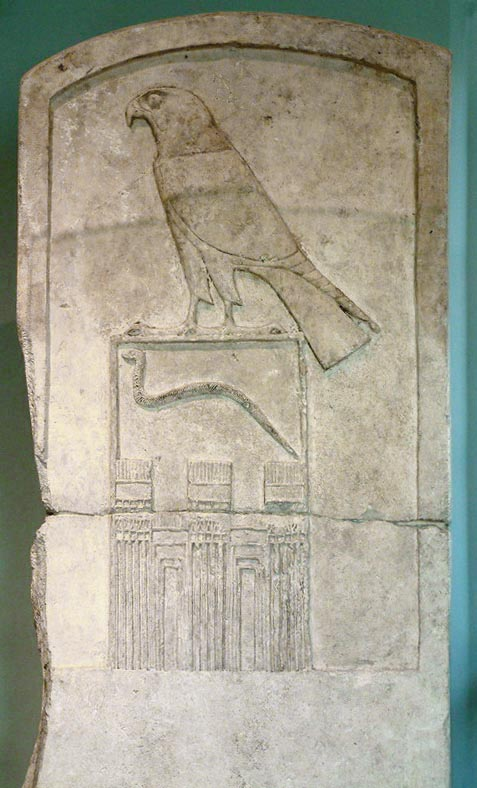
Serekh du pharaon Ouadji (Djet), de la.

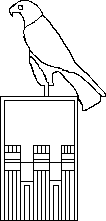
Horus et le serekh.

Les origines du serekh remontent à l'époque prédynastique et il sera utilisé jusqu'à l'Ancien Empire. Ainsi, les noms des rois de la Dynastie égyptienne zéro sont inscrits dans un serekh.
Le nom d'Horus, en hiéroglyphes égyptien, se construit par un rectangle encadrant le nom hiéroglyphique du roi, surmonté d'un faucon (symbole du dieu Horus) placé au-dessus de la façade du palais royal.Le rectangle figure sûrement un plan de ce même palais.
| V10 |

| V10 |

une protection du nom du roi, contre les forces négatives.